# Zdeněk Hejzlar
Zdeněk Hejzlar, född 18 juli 1921 i Dobřany i nuvarande Tjeckien, död 6 augusti 1993 i Viksjö församling, Järfälla kommun  var en tjeckisk politiker och journalist.

## Biografi
Zdeněk Hejzlar var ursprungligen lärare. Under andra världskriget var han aktiv i motståndsrörelsen. 1943-1945 var han internerad i koncentrationsläger. Efter kriget gick han med i Tjeckoslovakiens kommunistiska parti. 1946-1952 var han ordförande för den tjeckiska sektionen av dess ungdomsförbund. 1948-1952 var han invald i nationalförsamlingen och 1949-1951 ingick han i partiets centralkommitté. 1952 fråntogs han samtliga uppdrag och uteslöts ur kommunistpartiet. Till en början tvingades han arbeta i gruva men kunde senare återvända till läraryrket. Under Pragvåren 1968 blev han åter politiskt aktiv och rehabiliterades varefter han utnämndes till chef för den nationella radion. I samband med Warszawapaktens invasion 1968 flydde han till Sverige där han bland annat engagerade sig i exiltidskriften Listy som under Sammetsrevolutionen 1989 även kunde ges ut i Tjeckoslovakien.